# Antsiafabositra
Antsiafabositra är ett berg i Madagaskar. Det ligger i den centrala delen av landet, 150 km norr om huvudstaden Antananarivo. Toppen på Antsiafabositra är 1 166 meter över havet.
Terrängen runt Antsiafabositra är huvudsakligen kuperad. Antsiafabositra ligger uppe på en höjd som går i nord-sydlig riktning. Runt Antsiafabositra är det mycket glesbefolkat, med 7 invånare per kvadratkilometer. Omgivningarna runt Antsiafabositra är huvudsakligen savann.